# 레오 요기헤스

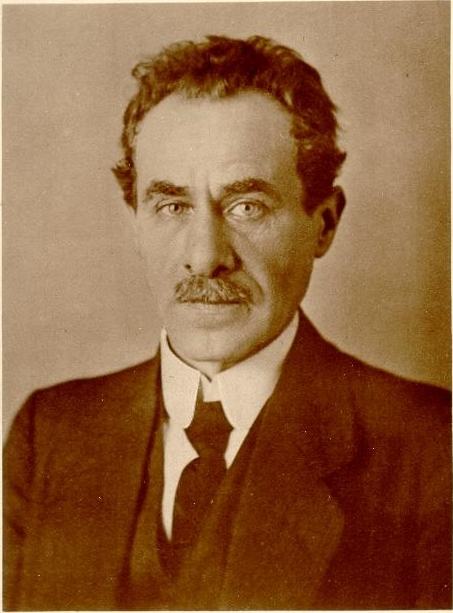
레온 요기헤스

레온 "레오" 요기헤스(독일어: Leon "Leo" Jogiches, 1867년 7월 17일 ~ 1919년 3월 10일)는 폴란드, 리투아니아, 독일에서 활동한 유대계 마르크스주의 혁명가다. 1893년 폴란드 왕국 사회민주당(SDKP)(폴란드 공산당의 전신) 창당에 참여했으며, 독일의 스파르타쿠스단의 주요 멤버였다. 로자 룩셈부르크의 정치적 동반자이자 애인이었다. 룩셈부르크가 피살되고 두 달 뒤인 1919년 3월 그 역시 베를린에게 우익 준군사조직에게 살해되었다.